# 126
Het jaar 126 is het 26e jaar in de 2e eeuw volgens de christelijke jaartelling.

## Gebeurtenissen

### Italië
- Keizer Hadrianus laat bij het stadje Tibur (huidige Tivoli) zijn residentie Villa Adriana bouwen, op het landgoed worden thermen en uitgestrekte tuinen aangelegd.

### Mexico
- In Abaj Takalik (Guatemala) wordt in de zuidelijke hooglanden van de Maya's een steen opgericht met de datum 8.4.5.17.11.

## Geboren
- 1 augustus - Publius Helvius Pertinax, keizer van het Romeinse Keizerrijk (overleden 193)